# Zeev Sternhell
Zeev Sternhell (n. 10 aprilie 1935, Przemyśl, Lwów Voivodeship⁠(d), Polonia – d. 21 iunie 2020, Ierusalim, Palestina) a fost un istoric și politolog israelian, născut în Polonia, militant pentru incurajarea procesului de pace în Conflictul israeliano-palestinian și considerat unul dintre experții mondiali în fascism. A condus Departamentul de Științe Politice al Universității Ebraice din Ierusalim și a scris articole pentru ziarul Haaretz.

## Biografie
Zeev Sternhell s-a născut în Przemyśl, Polonia, într-o familie de evrei cu tendințe sioniste. Bunicul și tatăl său au fost negustori de textile. Atunci când Uniunea Sovietică a ocupat estul Poloniei, trupele sovietice au preluat o parte din casa lui. La câteva luni după invazia germană a Uniunii Sovietice, familia sa a fost trimisă în ghetoul din Varșovia. Mama lui și sora mai mare, Ada, au fost ucise de către naziști, pe când el avea șapte ani. Un unchi care avea permis pentru a lucra în afara ghetoului l-a strecurat la Liov.. Unchiul a găsit un ofițer polonez, care era dispus să-i ajute. Posedând acte false de arian, Sternhell a locuit cu mătușa, unchiul și vărul său la un polonez catolic. După război, el a fost botezat, luând numele polonez de Zbigniew Orolski. A devenit un băiat de altar în Catedrala Wawel din Cracovia. În 1946, la vârsta de 11 ani, Sternhell a fost dus în Franța într-un tren al Crucii Roșii cu copii evrei orfani, și a fost gazduit de o mătușă. El a învățat limba franceză și în ciuda unei concurenței acerbe, fost acceptat la o școală din Avignon e.
În iarna anului 1951, la vârsta de 16 ani, din Franța a emigrat în Israel sub auspiciile Aliyat Hanoar (Aliaua Tineretului), și a fost trimis la internatul Școlii Magdiel. În 1950, a fost comandant de pluton și comandant în brigada de infanterie de pe Înălțimile Golan, inclusiv în Războiul israelo-egiptean din 1956 (Operațiunea Kadesh). A luptat ca rezervist în Războiul de Șase Zile, în Războiul de Yom Kippur și în Războiul din Liban din 1982.
În anii 1957-1960, a studiat istoria și științele politice la Universitatea Ebraică din Ierusalim, absolvind cu magna cum laude. În 1969, și-a luat doctoratul la Institut d'études politiques de Paris susținând teza intitulată Ideile politice și sociale ale lui Maurice Barrès.
Zeev Sternhell a locuit la Ierusalim cu soția sa Ziva, istoric de artă. Ei au avut două fiice. A decedat la 21 iunie 2020.

## Cercetător
Zeev Sternhell plasează rădăcinile fascismului în mișcările de extremă stângă din Franța, adăugând o ramură, numită dreapta revoluționară, la trei tradiții dinastice - monarhiste (vezi René Rémond) – legitimismul, orleanismul, și bonapartismul. Principalele influențe asupra nasterii fascismului francez, după Sternhell, au fost:
- Boulangismul, o mișcare populistă condusă de generalul Georges Boulanger, care aproape a reușit o tentativa de lovitură de stat contrea repucblicii în 1889;
- Sindicalismul revoluționar, subliniind că unii anarho-sindicaliști italieni, influențați de gândirea lui George Sorel, au îmbrățișat fascismul în stadiile sale incipiente;
- Influența intelectuală a Cercului Proudhon și sinteza pe care ar fi provocat-o (activitățile lui Georges Valois și Edouard Berth ).

Cercetările sale au stârnit critici, în special din partea oamenilor de știință francezi care susțin că regimul de la Vichy (1940-1944) avea mai curând convingeri conservatoare, deși aparținând extremei-drepte, decât contrarevoluționare, ideile contrarevoluționare fiind o caracteristică principală a fascismului. René Rémond a pus la îndoială eticheta pusă de Sternhell de "boulangism" mișcărilor revoluționare de dreapta. Unii savanți spun că teza lui Sternhell ar putea arunca o lumină importantă asupra influențelor intelectuale ale fascismului, însă fascismul în sine nu s-a născut dintr-o singură ideologie, iar impactul asupra clasei muncitoare trebuie luat și el în considerare.
Stanley G. Payne, de exemplu, remarcă în O istorie a fascismului că "Zeev Sternhell a demonstrat în mod concludent că aproape toate ideile găsite în fascism au apărut pentru prima dată în Franța".  Fascismul s-a dezvoltat însă ca o mișcare politică în Italia, de unde a exercitat o influență prelungită asupra nazismului.
Identificarea făcută de Sternhell a spiritualismului cu fascismul a dat naștere la o mare dezbatere, în special teoria sa că mișcarea personalistă a lui Emmanuel Mounier "a împărtășit idei și reflexe politice cu fascismul". Sternhell a susținut că "revolta lui Mounier împotriva individualismului și materialismului" l-ar fi făcut să împărtășească ideologia fascismului. 

## Opinii politice
Sternhell s-a descris pe sine ca un liberal.  În ceea ce privește sionismul, Sternhell a spus într-un interviu cu Haaretz: 
 Eu nu sunt doar un sionist, eu sunt un super-sionist. Pentru mine, sionismul a fost și rămâne dreptul evreilor de a-și controla soarta și viitorul. Consider că dreptul ființelor umane de a fi propriile lor stăpâni este un drept natural. Drept de care evreii au fost privați de istorie și pe care l-a restabilit sionismul. Acesta este sensul său profund. Și ca atare, este într-adevăr o revoluție extraordinară care atinge viața fiecăruia dintre noi. Am simțit această revoluție atunci când am emigrat în Israel numai la vârsta de 16 ani. Numai atunci când am debarcat la Haifa de pe nava Artza, am încetat să mai fiu un obiect al acțiunii altora și am devenit subiect. Abia atunci am devenit o persoană care se află în controlul lui și nu depinde de ceilalți.  
 Sternhell a fost un susținător al Mișcării israeliene pentru Pace și a scris critic în presa israeliană despre ocuparea prelungită în Cisiordania și Fâsia Gaza și politica israeliană față de palestinieni.

În Miturile fondatoare ale Israelului (publicat în ebraică în 1995), Sternhell a spus că principala justificare morală a sioniștilor pentru a întemeia Israelul în 1948 a fost dreptul istoric al evreilor la pământ. În epilog, el scrie: 
 De fapt, de la început, un sentiment de urgență a dat primilor sioniști convingerea profundă că sarcina recucerării țării a avut o bază morală solidă. Argumentul dreptului istoric al evreilor față de pământ a fost doar o chestiune de politică și de propagandă. Având în vedere situația catastrofală a evreilor de la începutul secolului, folosirea acestui argument a fost justificată în orice fel și este cu atât mai legitimă din cauza amenințării cu moartea care a atârnat deasupra evreilor. Drepturile istorice au fost invocate pentru a servi nevoii de a găsi un refugiu.
 Sternhell susține că, după Războiul de Șase Zile din 1967, amenințarea existenței evreilor a dispărut, ceea ce a schimbat baza morală pentru păstrarea cuceririlor: 
 Niciun lider nu a fost capabil să spună că cucerirea Cisiordaniei nu avea baza morală a primei jumătăți a secolului XX, și anume împrejurările primejdiei pe care Israelul a fost fondat. Un popor mult persecutat avea nevoie și merita nu numai un adăpost, ci și un stat propriu. [...] În timp ce cuceririle din 1949 erau o condiție esențială pentru întemeierea Israelului, încercarea de a păstra cuceririle din 1967 a avut o puternică aromă de expansiunii imperială. 
Sternhell vede colonizarea de către evrei a Cisiordaniei ca pe un țel al sionismului religios și a unei părți a sionismului laburist, căruia partea mai moderată a sionismului laburist nu a putut să-i reziste, deoarece această dorință era în concordanță cu convingerile profunde ale sioniștilor. El vede în colonizarea Cisiordaniei un pericol pentru "capacitatea Israelului de a se dezvolta ca o societate liberă și deschisă", deoarece pune scopurile naționaliste deasupra obiectivelor sociale și liberale.
El spune că ceva fundamental s-a schimbat odată cu acordurile de la Oslo : "În istoria sionismului, acordurile de la Oslo constituie un moment de cotitură, o adevărată revoluție. Pentru prima dată în istoria sa, mișcarea naționalistă evreiască a recunoscut drepturile egale ale poporului palestinian la libertate și independență. "  El încheie epilogul cu: "Singurul factor incert astăzi este prețul moral și politic pe care societatea israeliană va trebui să-l plătească pentru a depăși rezistența nucleului dur al coloniștilor în fața unei soluții juste și rezonabile". 
Într-un interviu din 2014, Sternhell a susținut că există în Israel semne de fascism . 

## Controverse

### Defăimarea lui Sternhell
Sternhell a fost chemat în instanță de către Bertrand de Jouvenel, în 1983, după ce Sternhell și-a publicat lucrarea Ni droite, ni gauche ( Nici dreapta, nici stânga ). Jouvenel l-a dat în judecată pe Sternhell în nouă puncte, iar Sternhell a fost ulterior condamnat pentru defăimare. În cartea sa, Sternhell l-a acuzat pe Jouvenel că a avut simpatii fasciste. Condamnat în două cazuri, Sternhell nu a trebuit să-și retragă remarcile din carte. 

### Controversa cu organizațiile coloniștilor
Sternhell a câștigat Premiul Israel în domeniul științelor politice în februarie 2008. Opiniile sale politice au provocat o reacție furtunoasă în rândul susținătorilor mișcării coloniștilor. Suporterii lui Sternhell au declarat că a fost amenințat în mod repetat cu violența pentru opiniile sale.  Oponenții săi susțin că scrierile lui Sternhell sprijină terorismul și promovează violența de stat împotriva coloniștilor evrei din Cisiordania. 
Scriind pentru Haaretz, Nadav Shragai a scris că Sternhell i-a supărat pe extremiștii de dreapta din Israel, deoarece, în opinia lor, unele dintre declarațiile lui Sternhell "au justificat uciderea coloniștilor de către teroriști și au încercat să ațâțe la război civil". De exemplu, într-un articol din 2001 din ziarul israelian Haaretz, Sternhell a scris: "Mulți oameni din Israel, poate chiar majoritatea alegătorilor, nu se îndoiesc de legitimitatea rezistenței armate în teritoriile colonizate. Palestinienii ar fi înțelepți să-și concentreze lupta împotriva așezărilor, să evite să rănească femei și copii și să se abțină ssă tragă în Gilo, Nahal Oz sau Sderot; ar fi, de asemenea, inteligent să numai planteze bombe la vest de Linia Verde. Prin adoptarea unei astfel de abordări, palestinienii ar schița începutul unei soluții, care este una singură: Linia Verde va fi o graniță internațională, și vor fi oferite în compensație alte teritoriiin locul teritoriilor care au fost deja sau vor urma să fie anexate de Israel. "  El a scris în același timp în Davar, în 1988, că "Doar cei care sunt pregătiți să ia Ofra cu tancurile pot opri eroziunea fascistă ce amenință să înăbușe democrația în Israel". 

## Atac cu bombă
La 25 septembrie 2008, Sternhell a fost victima unui atac cu bombă în propria casă, fiind rănit la picior și internat în spital.  Poliția din Jerusalem, care a găsit pliante în care se oferea mai mult de 1 milion de șekeli (aproximativ 300 000 de dolari) oricărei persoane care va ucide membri ai organizației Pacea Acum (Shalom Ahshav), a suspectat că a fost atacat de extremiștii de dreapta pentru vederile sale. Din patul său de spital, Sternhell a spus că "însăși producerea incidentului ilustrează fragilitatea democrației israeliene și nevoia urgentă de a o apăra cu hotărâre și de a rezolva situația''

"La nivel personal", a continuat el, "dacă intenția a fost de a teroriza, trebuie să fie foarte clar că nu sunt ușor de intimidat, dar făptașii nu au încercat să-mi facă rău numai mie, ci și fiecăruia dintre membrii familiei mele care ar fi putut deschide ușa, așa că nu există nici o absolvire de păcat și nici o iertare ".  După ieșirea sa din spital, el a spus că va continua să-și exprime opiniile. Ministrul francez de externe, Bernard Kouchner, a condamnat atacul, spunând: "Asaltul asupra profesorului Sternhell este un asalt asupra valorilor păcii și fraternității, care au servit drept sursă de inspirație pentru părinții fondatori ai Israelului".  Când a fost lansată ancheta, grupurile colonilor de dreapta au susținut că bomba a fost pusă de agenți provocatori.
În octombrie 2009, poliția israeliană l-a arestat pe Jack Teitel, un evreu religios născut în Florida, pentru atacul asupra lui Sternhell. Poliția Israelului a dezvăluit că Teitel, care se pare că a acționat singur, a recunoscut, de asemenea, o serie de alte atacuri teroriste și tentative de atac, inclusiv uciderea unui șofer de taxi palestinian și a unui păstor din Cisiordania în 1997 și un atac asupra locuinței unui evreu mesianic în orașul Ariel în 2008.  